# Абрамково (Новгородская область)
Абрамково — деревня   в Солецком муниципальном округе Новгородской области России. До 2020 года входила в состав Горского сельского поселения.

## География
Деревня расположена в западной части Новгородской области, близ административной границы с Псковской областью, на правобережье реки Шелонь, протекающей в 2 км севернее деревни, на высоте 32 м над уровнем моря.

## История
До 31 июля 1927 года деревня в составе Солецкой волости Порховской уезда Псковской губернии, а затем с 1 августа в составе Илеменского сельсовета новообразованного Солецкого района Новгородского округа Ленинградской области. 30 июля 1930 года Новгородский округ был упразднён. До войны жители деревни работали в колхозе имени Челюскинцев. 
Абрамково было оккупировано немецко-фашистскими войсками с 12 июля 1941 года до января 1944 года. Указом Президиума Верховного Совета СССР от 5 июля 1944 года была образована Новгородская область и Солецкий район вошёл в её состав. Решением Новгородского облисполкома от 8 июня 1954 года № 359 Дорогостицкий и Илеменский были объединены в один Горский сельсовет.
Во время неудавшейся всесоюзной реформы по делению на сельские и промышленные районы и парторганизации, в соответствии с решениями ноябрьского (1962 года) пленума ЦК КПСС «о перестройке партийного руководства народным хозяйством» с 10 декабря 1962 сельсовет и деревня вошла в крупный Солецкий сельский район, а 1 февраля 1963 года административный Солецкий район был упразднён, но пленум ЦК КПСС, состоявшийся 16 ноября 1964 года восстановил прежний принцип партийного руководства народным хозяйством, после чего Указом Верховного Совета РСФСР от 12 января 1965 года сельские районы были преобразованы вновь в административные районы и решением Новгородского облисполкома от 14 января 1965 и Горский сельсовет и деревня вновь в Солецком районе.
После упразднения Горского сельсовета Абрамково, по результатам муниципальной реформы входила до 2020 года в состав муниципального образования — Горское сельское поселение Солецкого муниципального района (местное самоуправление), по административно-территориальному устройству подчинена администрации Горского сельского поселения Солецкого района.

## Население
| 2010 |
| ---- |
| 45   |

### Историческая численность населения
Население Абрамково в 1940 году — 121 человек. 

## Инфраструктура
Личное подсобное хозяйство с зоной сельскохозяйственного использования, индивидуальная застройка усадебного типа.
Основа экономики — сельское хозяйство.

## Транспорт
Через деревню проходит автодорога из административного центра сельского поселения — деревни Горки, до деревни Петрово, расположенной в километре западнее.